# Энциклопедия имама Али

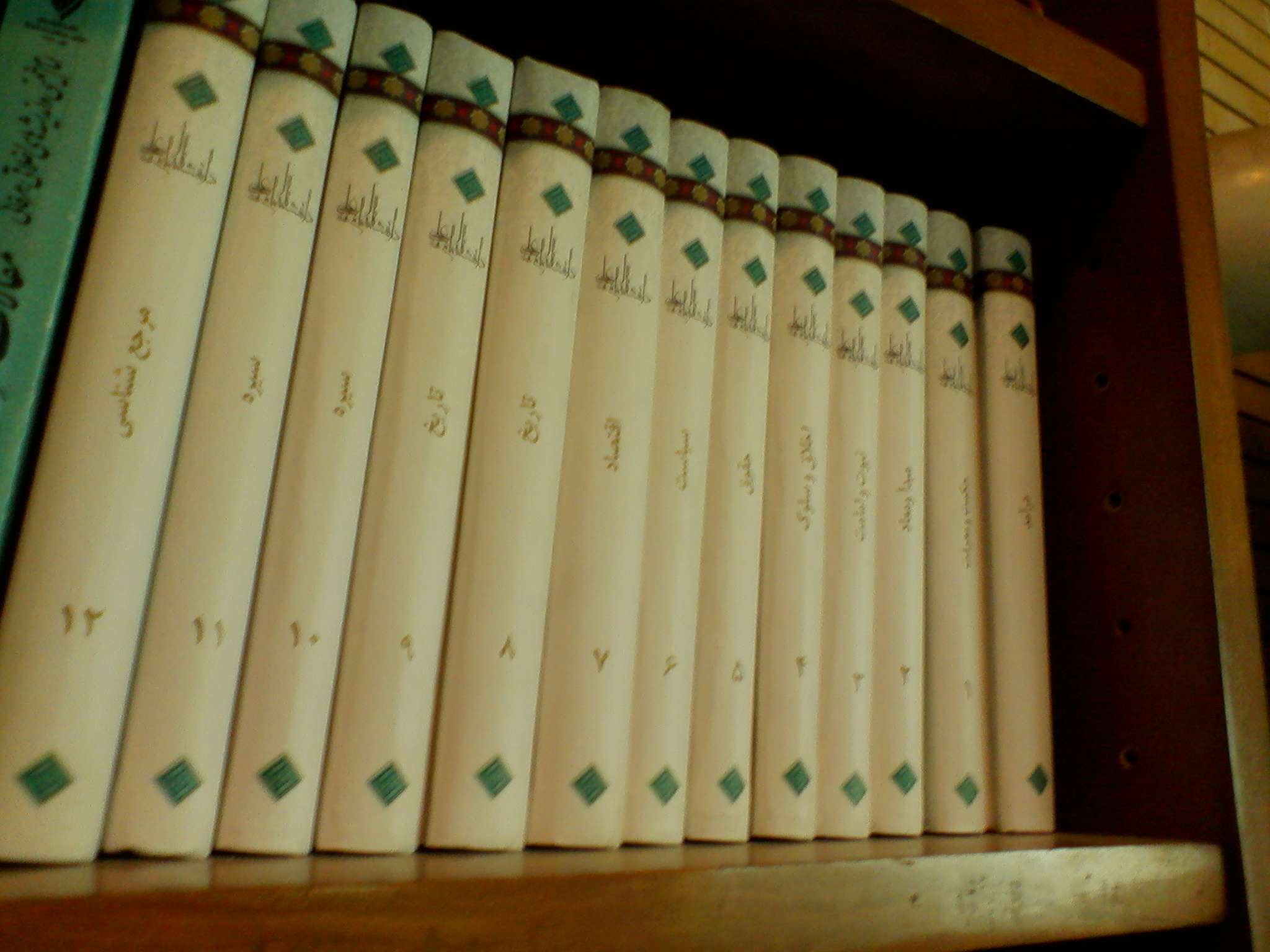
Энциклопедия Имама Али

Энциклопедия Имама Али (перс. بانانامه امام بلیا‎) — иранская энциклопедия в 13 томах, посвящённая первому шиитскому имаму Али ибн Абу Талибу (Имаму Али). Создана и опубликована «НИИ гуманитарных наук и исследований в области культуры» и его подразделением «Центр изучения имама Али». Главный редактор — Али Акбар Рашад.